# Trichogonia
Trichogonia es un género de fanerógamas perteneciente a la familia de las asteráceas. Comprende 47 especies descritas y de estas, solo 13 aceptadas.  Es originario de Sudamérica.

## Descripción
Las plantas de este género sólo tienen disco (sin rayos florales) y los pétalos son de color blanco, ligeramente amarillento blanco, rosa o morado (nunca de un completo color amarillo).

## Taxonomía
El género fue descrito por (DC.) Gardner y publicado en London Journal of Botany 5: 459. 1846. La especie tipo es: Kuhnia arguta Kunth. = Trichogonia arguta (Kunth) Benth. & Hook.f. ex Klatt	

## Especies aceptadas
A continuación se brinda un listado de las especies del género Trichogonia aceptadas hasta agosto de 2012, ordenadas alfabéticamente. Para cada una se indica el nombre binomial seguido del autor, abreviado según las convenciones y usos.
- Trichogonia arguta (Kunth) Benth. & Hook.f. ex Klatt
- Trichogonia campestris Gardner
- Trichogonia capitata (Rusby) B.L.Rob.
- Trichogonia chodatii (Hassl.) R.M.King & H.Rob.
- Trichogonia cinerea (Benth. ex Gardner) R.M.King & H.Rob.
- Trichogonia dubia (B.L.Rob.) R.M.King & H.Rob.
- Trichogonia fiebrigii Mattf.
- Trichogonia hassleri Mattf.
- Trichogonia hirtiflora (DC.) Sch.Bip. ex Baker
- Trichogonia phlebodes (B.L.Rob.) R.M.King & H.Rob.
- Trichogonia rhadinocarpa B.L.Rob.
- Trichogonia salviifolia Gardner
- Trichogonia villosa Sch.Bip. ex Baker